# Bibliothèque de la Maison-Blanche

Plan du Ground floor de la Maison Blanche : la Library est la pièce grise en haut à droite.

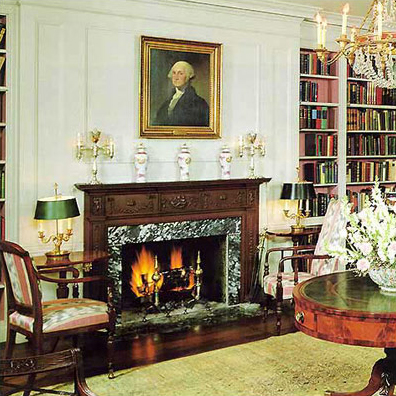
Vue de la cheminée.

La Library (bibliothèque) de la Maison-Blanche se situe au nord-est du  Ground floor (un rez-de-jardin côté sud mais en sous-sol côté nord), en face de la Vermeil Room. La pièce mesure environ 8 mètres par 7  avec deux fenêtres ouvrant sur une cour intérieure en sous-sol côté nord. 

## Ameublement
La Library n'est pas une pièce aussi « officielle » que les salons du State floor, à l'étage supérieur. Cette pièce a souvent été utilisée pour des thés ou de petites réunions par le président et la première dame. Les présidents Nixon, Carter, Ford ou Bush fils y donnèrent également des interviews ou des interventions télévisées.
Elle est décorée de meubles de la fin de la période fédérale, de 1800 à 1829 ; la plupart de ceux-ci proviennent de l'ébéniste new-yorkais Duncan Phyfe. Une paire de lampes Argand en argent, cadeau du marquis de La Fayette au secrétaire à la Guerre Henry Knox, se trouvent sur la cheminée. Un des portraits de George Washington peint par Gilbert Stuart est accroché au-dessus de la cheminée. Une horloge rare fabriquée par Simon Willard en l'honneur d'une visite de La Fayette de 1824 à 1825, ressemble un peu au général et se trouve sur l'une des bibliothèques. La porte est entourée de portraits d'Amérindiens peints par Charles Bird King, alors qu'un autre portrait se trouve sur la porte qui mène au couloir.
La pièce donne accès à une petite pièce d'attente et des toilettes pour hommes.

## Histoire
John Adams, le premier président à habiter la Maison Blanche en 1800, utilisa cette pièce comme buanderie, et on dit qu'elle était alors remplie de bassines et de seaux. La pièce fut utilisée pour cet usage  jusqu'en 1902, quand Theodore Roosevelt fit rénover le Ground floor et transforma la pièce en vestiaire pour les domestiques de la Maison Blanche. Ce n'est qu'en 1935 que le président Herbert Hoover fit aménager la pièce en bibliothèque. Les présidents suivants ne firent que des modifications légères à la pièce jusqu'à la reconstruction Truman de la Maison Blanche en 1952, quand les murs furent couverts de boiseries en pin issues des anciennes poutres de soutenement de la Maison Blanche. Ces panneaux furent laissés non peints jusqu'à la restauration Kennedy en 1961 quand le décorateur Stéphane Boudin transforma la pièce en un petit salon peint dans le style fédéral.